# 임현태
임현태(1994년 3월 19일 ~ )은 대한민국의 배우이다.

## 학력
- 계원예술고등학교 연극영화학과
- 경희대학교 연극영화학과

## 방송
- MBC Every1 하숙 24번지
- MBC 진짜 사나이 2
- 큐브TV 오디션트럭
- SBS 힙합왕 - 나스나길 - 권준우 역
- MBC 하자있는 인간들 - 한정호 역
- SBS 모범택시 2 - 김영민 역

## 웹드라마
- 선무당 공도사의 창업성공기
- 마이 리틀 키보드 - 강희재
- 완전무결, 그놈 - 백호

## 음반
- 2014 빅플로 미니앨범 First Flow